# 桃科交流道
桃科交流道位於臺灣桃園市觀音區，為台61線指標38公里處的交流道，交流道型式為半套鑽石型，僅南出北入，在2006年10月5日通車，可通往桃園科技工業園區
|  | 38 桃科 | 桃園科技工業園區 |

## 外部連結
- 台61線桃科交流道示意圖 （页面存档备份，存于）（交通部公路總局）